# Stephen Thompson
Stephen Randall Thompson (Simpsonville, 11 de fevereiro de 1983) é um lutador estadunidense de artes marciais mistas e ex-kickboxer, atualmente ele compete no Peso Meio Médio do Ultimate Fighting Championship. Thompson é invicto em suas 37 lutas amadoras e 20 profissionais no kickboxing americano, vencendo 28 por nocaute.

## Carreira
Stephen Thompson é o instrutor principal do programa de Caratê para crianças na Upstate Karate em Simpsonville, South Carolina. Ele é o filho de Ray Thompson, que é seu treinador e empresário. Thompson se formou no ensino médio em 2001. Ele estuda artes marciais mistas desde que era pré-adolescente e ganhou a faixa preta em Kenpō Karate e Kickboxing americano e a faixa roxa em Jujitsu. Ele estudou Jiu Jitsu Brasileiro com seu cunhado Carlos Machado.

### Kickboxing

#### Luta com Raymond Daniels
Thompson lutou com o também invicto e estrela no kickboxing Raymond Daniels em uma luta muito aguardada. Thompson originalmente perdeu o combate por nocaute técnico devido a uma lesão. A lesão durante a luta dexiou Thompson incapaz de continuar. A luta depois foi declarada Sem Resultado e não é reconhecido no cartel de ambos kickboxers, profissional ou amador.

### Ultimate Fighting Championship
Thompson era esperado para enfrentar Justin Edwards em 4 de Fevereiro de 2012 no UFC 143, substituindo o lesionado Mike Stumpf. Porém, Edwards foi forçado a se retirar da luta com uma lesão e foi substituído por Dan Stittgen. Thompson venceu a luta por nocaute no primeiro round após lançar um chute na cabeça. Pela sua performance, Thompson foi premiado com o bônus de Nocaute da Noite.
Em sua segunda luta pelo UFC Thompson foi derrotado pelo experiente Matt Brown em 21 de Abril de 2012 no UFC 145 por decisão unânime. Wonderboy disse que precisava de tempo para se adaptar ao esporte relativamente novo para ele.
Thompson era esperado para enfrentar Besam Yousef em 17 de Novembro de 2012 no UFC 154. Porém, Thompson foi forçado a se retirar da luta com uma lesão no joelho e foi substituído por Matthew Riddle.
Thompson era esperado para enfrentar Amir Sadollah em 25 de Maio de 2013 no UFC 160. Porém, Sadollah foi forçado a se retirar do evento com uma lesão e foi substituído por Nah-shon Burrell. Ele venceu a luta por decisão unânime.
Thompson em seguida enfrentou Chris Clements em 21 de Setembro de 2013 no UFC 165. Ele venceu a luta por nocaute no segundo round.

#### Wonderboy vs. Robert Whittaker
Thompson enfrentou a promessa australiana Robert Whittaker em 22 de Fevereiro de 2014 no UFC 170. Ele venceu por nocaute técnico no primeiro round. Sua performance lhe rendeu o bônus de Performance da Noite.

#### Wonderboy vs. Coté
Thompson enfrentou Patrick Côté em 27 de Setembro de 2014 no UFC 178. Thompson dominou a luta e venceu por decisão unânime.
Ele era esperado para enfrentar Brandon Thatch em 14 de Fevereiro de 2015 no evento principal do UFC Fight Night: Thompson vs. Thatch. No entanto, uma lesão tirou Thompson da luta e ele foi substituído por Benson Henderson.

#### Wonderboy vs. Ellenberger
Thompson era esperado para enfrentar Jake Ellenberger em 11 de Julho de 2015 no UFC 189. No entanto, o UFC moveu a luta para ser a atração principal do The Ultimate Fighter: American Top Team vs. Blackzilians Finale em 12 de Julho de 2015. Thompson venceu a luta por nocaute ainda no primeiro round, com um lindo chute rodado, faturando o prêmio de Performance da Noite.

#### Wonderboy vs. Johny Hendricks
Thompson era esperado para enfrentar Neil Magny em 2 de Janeiro de 2016 no UFC 195, no entanto Magny foi retirado do card para substituir Matt Brown no The Ultimate Fighter: América Latina 2. Thompson então foi movido para enfrentar o ex-campeão Johny Hendricks em 6 de Fevereiro de 2016 no UFC 196 e venceu por nocaute técnico, impondo a primeira derrota por via rápida da carreira de Johny Hendricks. A performance espetacular garantiu o prêmio de performance da noite.

#### Wonderboy vs. Rory MacDonald
Na luta principal do UFC Fight Night 89, realizado em Ottawa, Wonderboy emplacou sua sétima vitória consecutiva por decisão unânime, batendo Rory MacDonald, desafiante então número 1 dos meio-médios.

## Vida Pessoal
Thompson começou a lutar com três anos. Seu pai era um lutador profissional e dono de uma escola de karatê. O cunhado de Thompson é Carlos Machado. Seu irmão Evan Thompson é também um lutador de MMA, que competiu no Legacy FC 24 em Outubro de 2013. Stephen já se apresentou com seu pai no Centro da Paz para as Artes Cênicas no “Projeto Atletas”, e já apareceu em vários comerciais de TV.

## Campeonatos e realizações

### Kickboxing americano
- Campeão Amador Peso Médio Estadual de Geórgia do I.S.K.A de 1999
- Campeão Amador Peso Médio do Sudeste do I.S.K.A de 2000
- Campeão Amador Peso Médio Leve do Sudeste do I.K.F de 2000
- Campeão Amador Nacional do Torneio Peso Médio do I.K.F de 2000
- Campeão Amador Nacional Peso Médio Leve do P.K.C de 2000
- Campeão Amador Peso Médio Norte-Americano do U.S.A.K.B.F de 2000
- Campeão Amador Nacional do Torneio de Peso Meio Pesado do I.K.F de 2001
- Campeão Amador Peso Meio Pesado Nacional do I.K.F de 2002
- Campeão Amador do Torneio de Cruiserweight Leve Norte-Americano do I.K.F de 2002
- Campeão Amador Peso Meio Pesado Nacional do P.K.C de 2001
- Campeão Mundial Amador Peso Meio Pesado do U.S.A.K.B.F de 2001
- Campeão Mundial Amador Peso Meio Pesado do W.P.K.A de 2001
- Campeão Mundial Amador Cruiserweight Leve do I.K.F de 2003
- Campeão Mundial Cruiserweight do I.A.K.S.A de 2003
- Campeão Mundial Cruiserweight do W.A.K.O de 2005

### Artes marciais mistas
- Ultimate Fighting Championship
  - Nocaute da Noite (Uma vez)
  - Performance da Noite (Três vezes)
  - Luta da Noite (Uma vez)

## Cartel no MMA
| Cartel no MMA   |             |            |
| 25 lutas        | 17 vitórias | 7 derrotas |
| Por nocaute     | 8           | 1          |
| Por finalização | 1           | 1          |
| Por decisão     | 8           | 5          |
| Empates         | 1           | 1          |

| Res.    | Cartel | Oponente          | Método                                  | Evento                                  | Data       | Round | Tempo | Local                       | Notas                                                 |
| ------- | ------ | ----------------- | --------------------------------------- | --------------------------------------- | ---------- | ----- | ----- | --------------------------- | ----------------------------------------------------- |
| Derrota | 17-7-1 | Shavkat Rakhmonov | Finalização (mata leão)                 | UFC 296: Edwards vs. Covington          | 16/12/2023 | 2     | 4:56  | Las Vegas, Nevada           |                                                       |
| Vitória | 17-6-1 | Kevin Holland     | Nocaute Técnico (interrupção do córner) | UFC on ESPN: Thompson vs. Holland       | 03/12/2022 | 4     | 5:00  | Orlando, Flórida            | Luta da Noite.                                        |
| Derrota | 16-6-1 | Belal Muhammad    | Decisão (unânime)                       | UFC Fight Night: Lewis vs. Daukaus      | 18/12/2021 | 3     | 5:00  | Las Vegas, Nevada           |                                                       |
| Derrota | 16-5-1 | Gilbert Burns     | Decisão (unânime)                       | UFC 264: Poirier vs. McGregor 3         | 10/07/2021 | 3     | 5:00  | Las Vegas, Nevada           |                                                       |
| Vitória | 16-4-1 | Geoff Neal        | Decisão (unânime)                       | UFC Fight Night: Thompson vs. Neal      | 19/12/2020 | 5     | 5:00  | Las Vegas, Nevada           | Performance da Noite.                                 |
| Vitória | 15-4-1 | Vicente Luque     | Decisão (unânime)                       | UFC 244: Masvidal vs. Diaz              | 02/11/2019 | 3     | 5:00  | Nova Iorque, Nova Iorque    | Luta da Noite.                                        |
| Derrota | 14-4-1 | Anthony Pettis    | Nocaute (soco voador)                   | UFC Fight Night: Thompson vs. Pettis    | 23/03/2019 | 2     | 4:55  | Nashville, Tennessee        |                                                       |
| Derrota | 14-3-1 | Darren Till       | Decisão (unânime)                       | UFC Fight Night: Thompson vs. Till      | 27/05/2018 | 5     | 5:00  | Liverpool                   | Luta no Peso Casado (79,1 kg); Till não bateu o peso. |
| Vitória | 14-2-1 | Jorge Masvidal    | Decisão (unânime)                       | UFC 217: Bisping vs. St.Pierre          | 04/11/2017 | 3     | 5:00  | Nova Iorque, Nova Iorque    |                                                       |
| Derrota | 13-2-1 | Tyron Woodley     | Decisão (majoritária)                   | UFC 209: Woodley vs. Thompson II        | 04/03/2017 | 5     | 5:00  | Las Vegas, Nevada           | Pelo Cinturão Meio Médio do UFC.                      |
| Empate  | 13-1-1 | Tyron Woodley     | Empate (majoritário)                    | UFC 205: Alvarez vs. McGregor           | 12/11/2016 | 5     | 5:00  | Nova Iorque, Nova Iorque    | Pelo Cinturão Meio Médio do UFC; Luta da Noite.       |
| Vitória | 13-1   | Rory MacDonald    | Decisão (unânime)                       | UFC Fight Night: MacDonald vs. Thompson | 18/06/2016 | 5     | 5:00  | Ottawa, Ontário             | Pela vaga de desafiante n°1.                          |
| Vitória | 12-1   | Johny Hendricks   | Nocaute Técnico (chutes e socos)        | UFC Fight Night: Hendricks vs. Thompson | 06/02/2016 | 1     | 3:31  | Las Vegas, Nevada           | Performance da Noite.                                 |
| Vitória | 11-1   | Jake Ellenberger  | Nocaute (chute rodado)                  | TUF 21 Finale                           | 12/07/2015 | 1     | 4:29  | Las Vegas, Nevada           | Performance da Noite.                                 |
| Vitória | 10-1   | Patrick Côté      | Decisão (unânime)                       | UFC 178: Johnson vs. Cariaso            | 27/09/2014 | 3     | 5:00  | Las Vegas, Nevada           |                                                       |
| Vitória | 9-1    | Robert Whittaker  | Nocaute Técnico (socos)                 | UFC 170: Rousey vs. McMann              | 22/02/2014 | 1     | 3:43  | Las Vegas, Nevada           | Performance da Noite.                                 |
| Vitória | 8-1    | Chris Clements    | Nocaute (socos)                         | UFC 165: Jones vs. Gustafsson           | 21/09/2013 | 2     | 1:27  | Toronto, Ontario            |                                                       |
| Vitória | 7-1    | Nah-shon Burrell  | Decisão (unânime)                       | UFC 160: Velasquez vs. Pezão II         | 25/05/2013 | 3     | 5:00  | Las Vegas, Nevada           |                                                       |
| Derrota | 6-1    | Matt Brown        | Decisão (unânime)                       | UFC 145: Jones vs. Evans                | 21/04/2012 | 3     | 5:00  | Atlanta, Georgia            |                                                       |
| Vitória | 6-0    | Dan Stittgen      | Nocaute (chute na cabeça)               | UFC 143: Diaz vs. Condit                | 04/02/2012 | 1     | 4:13  | Las Vegas, Nevada           | Estreia no UFC; Nocaute da Noite.                     |
| Vitória | 5-0    | Patrick Mandio    | Decisão (unânime)                       | Fight Party - Masquerade Fight Party    | 01/10/2011 | 3     | 5:00  | Atlanta, Georgia            |                                                       |
| Vitória | 4-0    | William Kuhn      | Decisão (unânime)                       | XC - Xtreme Chaos 2                     | 15/07/2011 | 3     | 5:00  | Anderson, Carolina do Sul   |                                                       |
| Vitória | 3-0    | Marques Worrell   | Finalização (mata leão)                 | Fight Party - Greenville Kage Fighting  | 18/09/2010 | 2     | 3:08  | Greenville, Carolina do Sul |                                                       |
| Vitória | 2-0    | Danny Finz        | Nocaute Técnico (socos)                 | Fight Party - Xtreme Cage Fighting 2    | 22/05/2010 | 1     | 3:45  | Greenville, Carolina do Sul |                                                       |
| Vitória | 1-0    | Jeremy Joles      | Nocaute (socos)                         | Fight Party - Greenville Kage Fighting  | 05/02/2010 | 2     | 3:40  | Greenville, Carolina do Sul |                                                       |